# Maria Anna di Baviera (1551-1608)
Maria Anna di Baviera (Monaco di Baviera, 21 marzo 1551 – Graz, 29 aprile 1608) fu una principessa di Baviera per nascita, e arciduchessa d'Austria per matrimonio.

## Biografia

### Infanzia
Era figlia del duca Alberto V di Baviera e dell'arciduchessa Anna d'Austria, figlia dell'imperatore Ferdinando I d'Asburgo.
Trascorse la sua infanzia alla corte di Monaco di Baviera, dove fiorirono la pittura e la musica. Era cattolica e ricevette un'educazione molto severa in profondità sotto la supervisione della madre, a volte punita anche fisicamente. Era un'allieva di Andreas Staudenmaier. Aveva un grande talento per la musica.

### Matrimonio
Nel 1570 si pensò a un possibile matrimonio con Giovanni II d'Ungheria. Poi si pensò a un possibile matrimonio con suo zio, l'arciduca Carlo II d'Austria. Dopo che venne concessa una dispensa papale da parte di Pio V, le nozze vennero celebrate a Vienna il 26 agosto 1571. Il 10 settembre 1571 la coppia fece il loro ingresso a Graz, dove i festeggiamenti proseguirono per una settimana. Ebbero quindici figli.
Subito dopo il matrimonio, Maria Anna influenzò molto la politica del marito. Come cattolica osservante, si dedicò con entusiasmo alle attività di beneficenza, frequentava regolarmente la chiesa, partecipava ai pellegrinaggi, promosse della Controriforma in Stiria e sostenne i gesuiti. Accompagnava spesso il marito nei suoi viaggi.
I loro figli vennero educati in maniera estremamente coscienziosa e rigorosa. Dimostrò una grande passione per la caccia. Nelle sue lettere usava il dialetto bavarese e aveva uno stile piuttosto grezzo.
Nel luglio 1590 Maria Anna rimase vedova. Decise di non risiedere a Judenburg, ma di rimanere a Graz. Influenzò la politica del figlio maggiore, Ferdinando, soprattutto sul tema dei protestanti. Tra le opere caritative di Maria Anna c'erano generose donazioni ai poveri così come alla cura delle donne malate e incinte.

### Morte
Morì il 29 aprile 1608, all'età di 57 anni, a Graz.

## Discendenza
Margherita e Carlo II d'Austria ebbero quindici figli:
- Ferdinando (1572);
- Anna (1573-1598), sposò Sigismondo di Svezia;
- Maria Cristina (1574-1621), sposò Sigismondo Báthory duca di Transilvania;
- Caterina Renata (1576−1595);
- Elisabetta (1577-1586);
- Ferdinando II (1578-1637);
- Carlo (1579-1580);
- Gregoria Massimiliana (1581−1597);
- Eleonora (1582−1620);
- Massimiliano Ernesto (1583−1616);
- Margherita (1584-1611), sposò Filippo III di Spagna;
- Ferdinando Leopoldo (1586-1632), sposò Claudia de' Medici;
- Costanza Renata (1588-1631), sposò Sigismondo di Svezia;
- Maria Maddalena (1589-1631), sposò Cosimo II de' Medici;
- Carlo (1590-1624).

## Ascendenza
|                             |                         |                                      | Genitori                           |  |  | Nonni |  |  | Bisnonni                 |  |  | Trisnonni                  |  |
|                             |                         |                                      |                                    |  |  |       |  |  | 8. Alberto IV di Baviera |  |  | 16. Alberto III di Baviera |  |
|                             |                         |                                      |                                    |  |  |       |  |  | 8. Alberto IV di Baviera |  |  | 16. Alberto III di Baviera |  |
|                             |                         | 17. Anna di Braunschweig-Grubenhagen |                                    |  |  |       |  |  | 8. Alberto IV di Baviera |  |  |                            |  |
| 4. Guglielmo IV di Baviera  |                         |                                      |                                    |  |  |       |  |  | 8. Alberto IV di Baviera |  |  |                            |  |
|                             |                         | 9. Cunegonda d'Austria               | 18. Federico III d'Asburgo         |  |  |       |  |  |                          |  |  |                            |  |
|                             |                         | 9. Cunegonda d'Austria               | 18. Federico III d'Asburgo         |  |  |       |  |  |                          |  |  |                            |  |
|                             |                         | 9. Cunegonda d'Austria               | 19. Eleonora d'Aviz                |  |  |       |  |  |                          |  |  |                            |  |
| 2. Alberto V di Baviera     |                         | 9. Cunegonda d'Austria               |                                    |  |  |       |  |  |                          |  |  |                            |  |
|                             |                         | 10. Filippo I di Baden               | 20. Cristoforo I di Baden          |  |  |       |  |  |                          |  |  |                            |  |
|                             |                         | 10. Filippo I di Baden               | 20. Cristoforo I di Baden          |  |  |       |  |  |                          |  |  |                            |  |
|                             |                         | 10. Filippo I di Baden               | 21. Ottilia di Katzenelnbogen      |  |  |       |  |  |                          |  |  |                            |  |
| 5. Maria Giacomina di Baden |                         | 10. Filippo I di Baden               |                                    |  |  |       |  |  |                          |  |  |                            |  |
|                             |                         | 11. Elisabetta del Palatinato        | 22. Filippo del Palatinato         |  |  |       |  |  |                          |  |  |                            |  |
|                             |                         | 11. Elisabetta del Palatinato        | 22. Filippo del Palatinato         |  |  |       |  |  |                          |  |  |                            |  |
|                             |                         | 11. Elisabetta del Palatinato        | 23. Margherita di Baviera-Landshut |  |  |       |  |  |                          |  |  |                            |  |
| 1. Maria Anna di Baviera    |                         | 11. Elisabetta del Palatinato        |                                    |  |  |       |  |  |                          |  |  |                            |  |
|                             | 12. Filippo I d'Asburgo | 24. Massimiliano I d'Asburgo         |                                    |  |  |       |  |  |                          |  |  |                            |  |
|                             | 12. Filippo I d'Asburgo | 24. Massimiliano I d'Asburgo         |                                    |  |  |       |  |  |                          |  |  |                            |  |
|                             | 12. Filippo I d'Asburgo | 25. Maria di Borgogna                |                                    |  |  |       |  |  |                          |  |  |                            |  |
| 6. Ferdinando I d'Asburgo   | 12. Filippo I d'Asburgo |                                      |                                    |  |  |       |  |  |                          |  |  |                            |  |
|                             |                         | 13. Giovanna di Castiglia            | 26. Ferdinando II d'Aragona        |  |  |       |  |  |                          |  |  |                            |  |
|                             |                         | 13. Giovanna di Castiglia            | 26. Ferdinando II d'Aragona        |  |  |       |  |  |                          |  |  |                            |  |
|                             |                         | 13. Giovanna di Castiglia            | 27. Isabella di Castiglia          |  |  |       |  |  |                          |  |  |                            |  |
| 3. Anna d'Asburgo           |                         | 13. Giovanna di Castiglia            |                                    |  |  |       |  |  |                          |  |  |                            |  |
|                             |                         | 14. Ladislao II di Boemia            | 28. Casimiro IV di Polonia         |  |  |       |  |  |                          |  |  |                            |  |
|                             |                         | 14. Ladislao II di Boemia            | 28. Casimiro IV di Polonia         |  |  |       |  |  |                          |  |  |                            |  |
|                             |                         | 14. Ladislao II di Boemia            | 29. Elisabetta d'Asburgo           |  |  |       |  |  |                          |  |  |                            |  |
| 7. Anna Jagellone           |                         | 14. Ladislao II di Boemia            |                                    |  |  |       |  |  |                          |  |  |                            |  |
|                             |                         | 15. Anna di Foix-Candale             | 30. Gastone II di Foix-Candale     |  |  |       |  |  |                          |  |  |                            |  |
|                             |                         | 15. Anna di Foix-Candale             | 30. Gastone II di Foix-Candale     |  |  |       |  |  |                          |  |  |                            |  |
|                             |                         | 15. Anna di Foix-Candale             | 31. Caterina di Navarra            |  |  |       |  |  |                          |  |  |                            |  |
|                             |                         | 15. Anna di Foix-Candale             |                                    |  |  |       |  |  |                          |  |  |                            |  |